# Конфедерация горских народов Кавказа
Конфедера́ция го́рских наро́дов Кавка́за (КГНК) — межэтническое объединение, призванное объединить народы Кавказа в связи с начавшимся в конце 1980-х годов процессом реинтеграции, связанной с провозглашением кавказскими республиками в составе СССР, а впоследствии автономиями Грузии и России государственного суверенитета. Создана в 1989 году. В октябре 1992 года из названия Конфедерации убрано слово «горских».

## Участники
На III съезде основным решением стало то, что субъектами являются не республики, а народы, входящие в Конфедерацию: абазины, абхазы, аварцы, адыги (черкесы), чеченцы, балкарцы, даргинцы, карачаевцы, ингуши, кумыки, лезгины, лакцы, осетины.

## История
Впервые подобная организация возникла в 1917 году, когда был создан Союз объединённых горцев Кавказа. А 11 мая 1918 года провозглашена Горская республика, в которую вошли республики Северного Кавказа и Абхазия.
В августе 1989 года представители кавказских национальных движений провели в Сухуми I съезд народов Кавказа, где создали Ассамблею горских народов Кавказа. С 13 на 14 октября 1990 года прошёл II съезд горцев Кавказа в Нальчике. На нём было объявлено, что организация является правопреемницей Горской республики. На прошедшем 1-2 ноября 1991 года III съезде в Сухуми представители двенадцати народов подписали Договор и приняли Декларацию о конфедеративном союзе горских народов Кавказа, а также решили сформировать Кавказский парламент, Третейский суд, Комитет обороны, другие структуры, а также определили столицу Абхазии город Сухуми штаб-квартирой Конфедерации. Конфедерация горских народов Кавказа определила саму себя как «суверенное национально-государственное образование».
Российская Федерация проявила настороженность по отношению к КГНК, так как опасалась начала процесса отделения Северного Кавказа от России на базе этой организации. Предпосылками таких опасений стали присутствие на съездах КГНК представителей президента Грузии Звиада Гамсахурдии, которым было заявлено о праве Грузии войти в КГНК, и сепаратистские настроения генерала Джохара Дудаева, избранного в октябре 1991 года президентом Чеченской Республики Ичкерия. Ещё сильнее обострились опасения российских властей осенью 1991 года, когда Гамсахурдиа и Дудаев стали обсуждать проект Кавказской Конфедерации, в которой Абхазии отводилась, по словам Дудаева, особая роль «Кавказской Швейцарии». Подобные инициативы стали существенным аргументом в пользу поддержки Россией Шеварднадзе, более озабоченного территориальной целостностью Грузии, чем панкавказскими проектами.

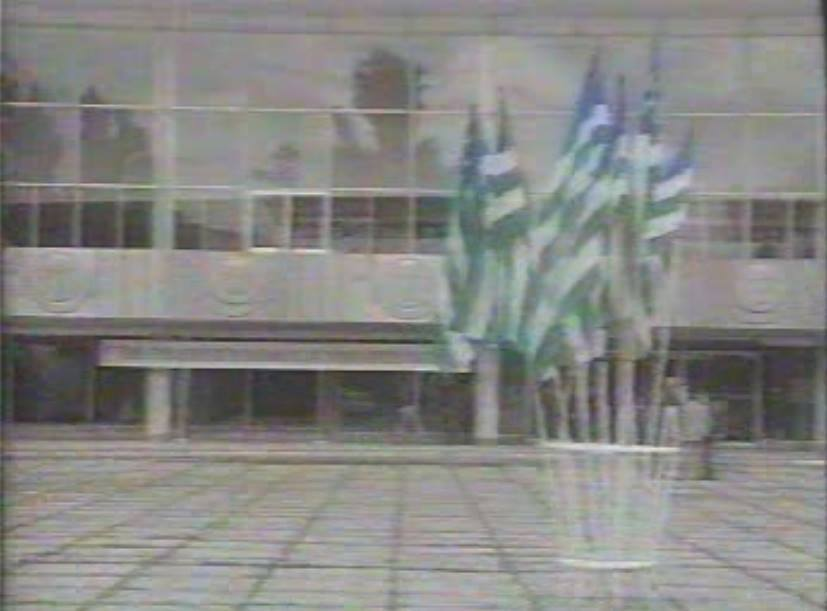
IV (чрезвычайный) съезд Конфедерации народов Кавказа. Грозный, Чеченская Республика, 3-4 октября 1992 года.

В грузино-абхазском конфликте вооружённые отряды Конфедерации поддержали абхазскую сторону, внеся свой вклад в победу Абхазии в войне 1992—1993 годов.
В сентябре 1992 года по требованию Грузии, желавшей принятия решительных мер против «террористической организации» КНК, российская прокуратура санкционировала арест Президента Конфедерации М. Шанибова. После митингов в его поддержку на Северном Кавказе, Шанибова освободили в г. Ростов-на-Дону.

### Отношение к чеченскому конфликту
После войны в Абхазии КНК больше не выступала напрямую от своего имени в последующих военных конфликтах. В конце 1994 года прибывший в Москву в составе делегации представителей кавказских народов вице-президент «Конфедерации народов Кавказа» Жантемир Мухамедович Губачиков выступил на заседании Государственной Думы с заявлением, в котором указал на то, что причины непрекращающихся, на тот момент времени, попыток выхода Чечни из состава России находятся в нежелании государственной власти, в частности, её представителей Рамазана Абдулатипова и Сергея Шахрая, проводить переговоры с лидерами самопровозглашённой Чечни. Тогда же Ж. М. Губачиков сообщил, от имени всех кавказских народов и по поручению участников чрезвычайного Съезда народов Кавказа, следующее:

Поэтому, уважаемые депутаты Государственной Думы, я хочу ещё раз высказать от имени народов Северного Кавказа такую точку зрения: огнём и мечом невозможно решить политическую проблему, нужны переговоры, нужны компромиссы. По нашему убеждению, на это готовы руководители Чеченской Республики. Хотим мы или не хотим, сегодня в Чечне есть законно избранная власть во главе с Дудаевым. Я уже сказал о том, что она получила в своё время поддержку со стороны Верховного Совета Российской Федерации и Президента Российской Федерации. Товарищи, Сталин не дошел до уровня физического уничтожения чеченского народа, он сумел только выселить чеченский народ. А сегодня благодаря необдуманным реакционным действиям некоторых кругов, во главе которых стоит партия войны, развязавшая эту войну, хотят уничтожения чеченского народа.
Нельзя этого допустить! Я хочу попросить вас, уважаемые депутаты, принять сегодня мудрое и мужественное решение, предусмотрев несколько таких предложений. Первое. Надо немедленно остановить кровопролитие, вывести российские войска с территории Чечни. Второе. Не торопясь провести переговорный процесс с законно избранной властью Чеченской Республики. Пусть и с участием оппозиции, но решить проблемы только мирным путём. Третье. Я приветствую Лысенко и других. Надо отменить старое решение Верховного Совета Российской Федерации в отношении нелегитимности и незаконности избрания Президента Чеченской Республики. Сегодня это мешает. Я прошу вас отменить его сегодня. И наконец, надо привлечь к ответственности, к уголовной ответственности тех, кто (как говорят руководители Российской Федерации, Чеченская Республика является её субъектом) на территории этого субъекта развязал войну, кто сегодня огнём и мечом уничтожает людей, вооружил оппозицию, дал миллиарды, танки, самолёты, вертолеты, благодаря чему сегодня идет вот такая война, провести расследование, чтобы эти люди понесли наказание. И последнее, товарищи. У нас нет такой национальной политики в Российской Федерации, к которой можно было бы с доверием отнестись со стороны народов, особенно Северного Кавказа. Такая политика нужна нам. Мы просим Государственную Думу, уважаемый Иван Петрович: такая политика нужна, и здесь закоперщиком, инициатором должна выступить Государственная Дума. Мы надеемся, что такая политика все-таки у нас когда-то появится. Уважаемые депутаты, я выражаю вам искреннюю благодарность ещё раз за то, что предоставили мне слово. Мы выполняли всего лишь поручение чрезвычайного съезда народов Кавказа, который состоялся в городе Нальчике 11 декабря. На нём приняты документы. На наш взгляд, они и серьёзны, и конструктивны…
Они розданы вам. Я надеюсь, что вы обратите на них внимание. Спасибо за внимание.
— Ж.М. Губачиков, вице-президент «Конфедерации народов Кавказа»; стенограмма заседания Государственной Думы от 13.12.94.
Во время войны в Чечне, начавшейся в 1994 году, КНК не встала на сторону Дудаева, ограничившись призывами к миру, однако ряд полевых командиров (в том числе Шамиль Басаев) перешли на сторону самопровозглашённой Ичкерии.

### Настоящее время
Юсуп Сосламбеков, следующий после Шанибова Президент Конфедерации, в 1996 году провел «восстановительный съезд», однако реанимировать структуру не удалось.
Позже Конфедерация народов Кавказа продолжила своё существование, но не перестала играть существенной роли в политической ситуации. В марте 2007 в Москве прошёл учредительный съезд Российского конгресса народов Кавказа (РКНК), где была обозначена основная цель организации — защита интересов кавказцев через своих представителей в федеральных органах власти России. По мнению Председателя другой «Конфедерации народов Кавказа» Заала Касрелишвили, Конфедерацию горских народов находится под контролем российских спецслужб в лице Главного разведывательного управления (ГРУ).